# Болтино (Вологодская область)
Болтино — деревня в Вологодском районе Вологодской области на реке Шограш.
Входит в состав Спасского сельского поселения, с точки зрения административно-территориального деления — в Спасский сельсовет.
Расстояние по автодороге до районного центра Вологды — 18 км, до центра муниципального образования Непотягово — 8 км. Ближайшие населённые пункты — Озерково, Марюхино, Петровское, Емельяново, Бурцево, Родионцево.

## Население
| 2002 | 2010 |
| ---- | ---- |
| 11   | ↘6   |

По переписи 2002 года население — 11 человек.

## Инфраструктура
Личное подсобное хозяйство с зоной сельскохозяйственного использования, индивидуальная застройка усадебного типа.